# Straszęcin (gmina)
Straszęcin (od 1949 Żyraków) – dawna gmina wiejska istniejąca w latach 1934–1948 w woj. krakowskim i rzeszowskim (dzisiejsze woj. małopolskie). Siedzibą władz gminy był Straszęcin.
Gmina zbiorowa Straszęcin została utworzona 1 sierpnia 1934 roku w powiecie ropczyckim w woj. krakowskim z dotychczasowych jednostkowych gmin wiejskich: Bobrowa, Góra Motyczna, Grabiny, Korzeniów, Mokre, Nagoszyn, Straszęcin, Wiewiórka, Wola Wielka, Wola Żyrakowska, Zassów i Żyraków. 1 kwietnia 1937 roku powiat ropczycki został zniesiony, a z jego terytorium utworzono powiat dębicki.
Po wojnie gmina Straszęcin (wraz z całym powiatem dębickim) weszła w skład nowo utworzonego woj. rzeszowskiego. 1 stycznia 1949 roku gmina została zniesiona, po czym z jej obszaru utworzono gminę Żyraków z siedzibą w Żyrakowie.